# Sueños en la mitad del mundo
Sueños en la mitad del mundo és una pel·lícula hispano-equatoriana del 1998 dirigida per Carlos Naranjo Estrella. Va representar equador als Premis Oscar del 2000 a l'Oscar a la millor pel·lícula de parla no anglesa, però finalment no va ser nominada.

## Sinopsi
La pel·lícula mostra tres històries curtes que tenen com a denominador comú un autobús anomenat "Sueños". Cadascuna té el nom d'una dona i representa una dona forastera misteriosa i atractiva que encissa els homes. En la primera, una dona rossa amb un passat fosc arriba a un poble remot per donar classes de piano, però només aconsegueix ser blanc de rumors i insinuacions fora mesura. En la segona un professor universitari perseguit pels malsons s'obsessiona amb una dona seductora que sembla que li envia un missatge nefast. En la tercera història, una parella de vacances en un complex a la selva s'ha d'enfrontar al llegendari Guasangó.

## Repartiment
- Héctor Alterio
- Concha Cuetos
- María Kosty
- Oscar Ladoire
- Claudia Gravy
- Antonio Negret
- Ana Risueño